# 英额布镇
英额布镇，是中华人民共和国吉林省通化市通化县下辖的一个乡镇级行政单位。

## 行政区划
英额布镇下辖以下地区：
昌盛社区、英额布村、英山村、四平村、王家村、魏家村、山头村、大倒木村、新英村、光明村、庆生村、小都岭村和梨树沟村。